# Základní škola Poličná
Základní škola Poličná, (celým názvem Základní škola a mateřská škola Poličná 276, příspěvková organizace, okres Vsetín), je jediná základní škola v Poličné, která byla místní částí města Valašského Meziříčí. Škola (resp. úvahy o jejím zrušení) byla jednou z příčin pro osamostatnění Poličné. Navštěvuje ji 136 žáků a v porovnání s početností jiných škol ve městě je druhou nejmenší. ZŠ Poličná byla otevřena dne 27. srpna 1950.

## Vybavení a kapacity školy
ZŠ Poličná je školou s 9 ročníky, přičemž každý ročník má 1 třídu. Třídy mají kapacitu asi 20 a více žáků, žádná třída ovšem nedosahuje takové početnosti. Škola disponuje tělocvičnou, 2 učebnami výpočetní techniky, z nichž 1 je zároveň specializovaná i na výuku hudební výchovy. Dále ZŠ disponuje víceúčelovou učebnou s promítací tabulí, učebnou chemie, technickou dílnou a keramickou dílnou. V novém pavilonu ZŠ se nachází jídelna a školní družina. V novém pavilonu je zároveň školní knihovna a do budoucna se plánuje, že do školy bude přemístěna i místní knihovna. U školy se nachází také arboretum.

## Historie školy
Historie školy počíná 6. dubnem 1947, kdy výstavba školy začala. Za tři roky byla škola plně vybavena a 27. srpna 1950 proběhlo slavnostní otevření školy, tehdy pouze s třídami prvního stupně (1.–5. ročník). V roce 1953 byly otevřeny třídy druhého stupně (tehdy pouze 6.–8. třída). V roce 1968 byly ve škole zřízeny odborné učebny biologie, fyziky, chemie a hudební výchovy. Po zdánlivém odmlčení modernizace a rozšiřování školy přišlo v roce 1982 velké rozšíření o novou školní budovu, ve které byla zřízena jídelna, školní družina a byly do ni přestěhovány i 3 učebny určené pro 1. stupeň. 12. 9. 1944 byly jako součást základní školy zřízena mateřská škola se dvěma třídami. Od té doby neproběhly žádné větší změny či rekonstrukce až na pár drobných modernizací učeben.
ZŠ Poličná měla být v roce 2012 zrušena, alespoň tak hovořilo rozhodnutí zastupitelstva z října předchozího roku. Po nevoli obyvatel Poličné a návrhu osamostatnit se bylo toto rozhodnutí ovšem odvoláno, ovšem osamostatnění již zabránit nedokázalo, a proto je Poličná od 1. ledna 2013 samostatná.

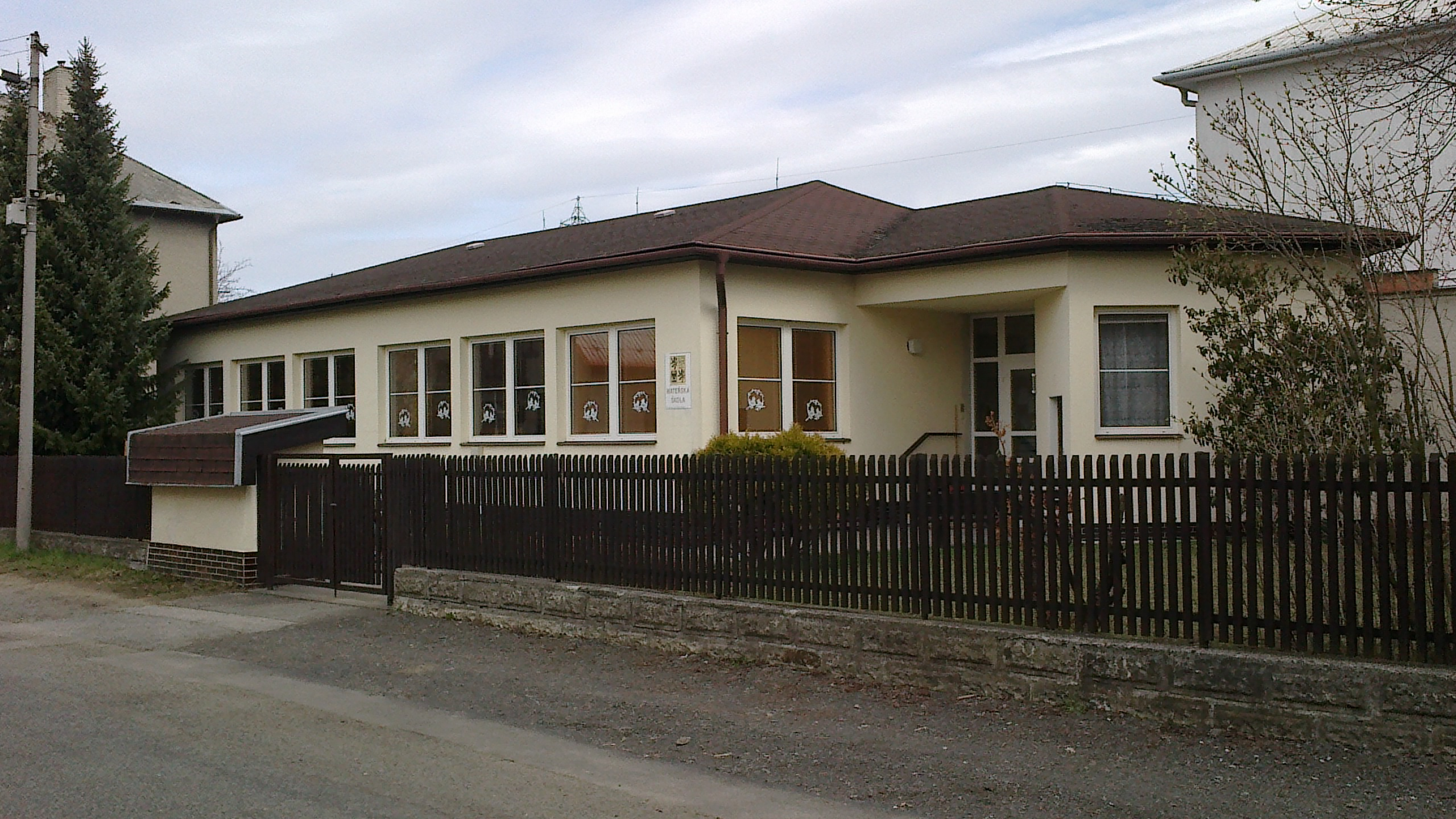
Mateřská škola

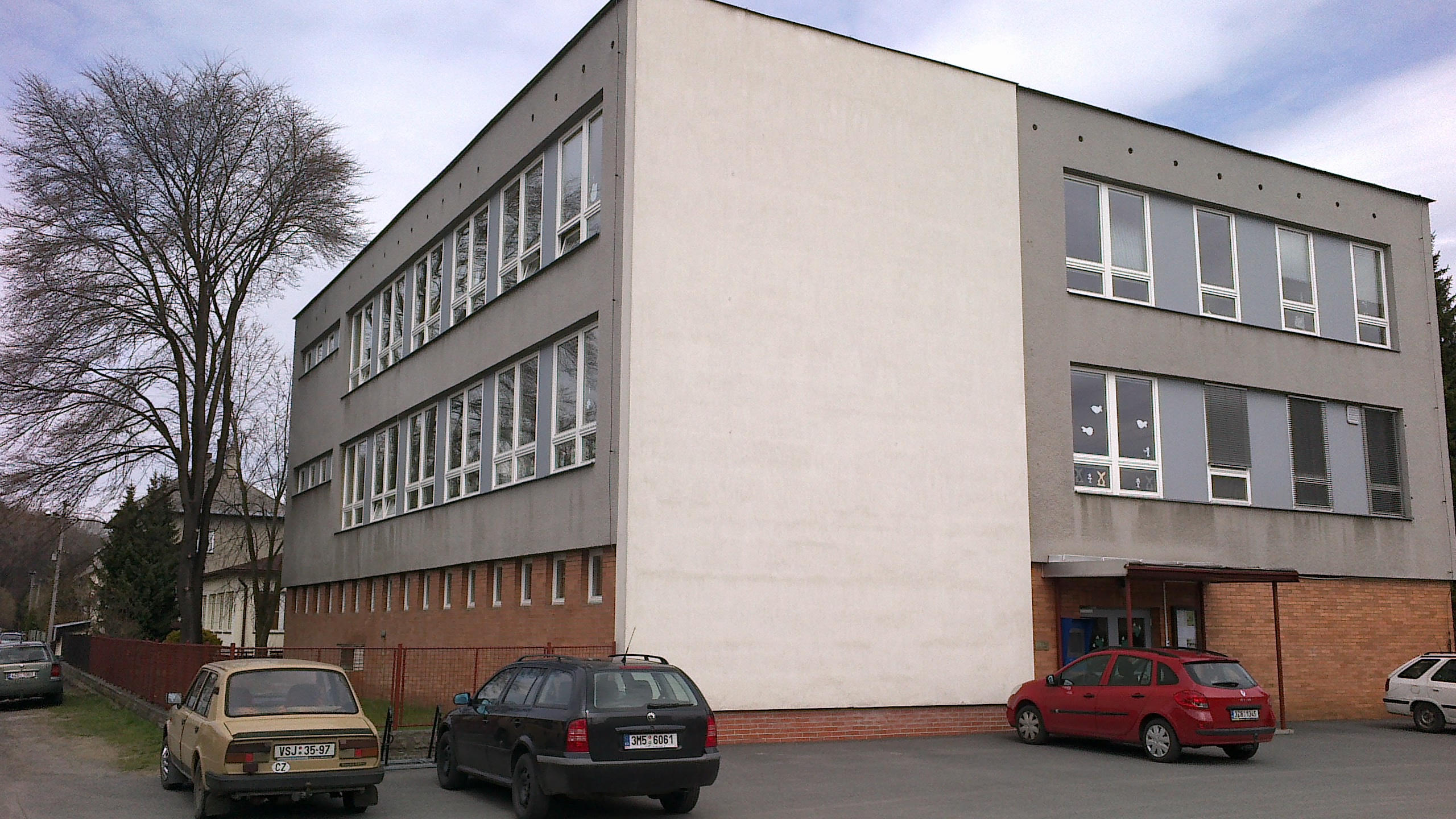
Nová budova ZŠ Poličné